# بی‌گناهان (مجموعه تلویزیونی)
بی گناهان مجموعه تلویزیونی محصول ۱۳۸۷ به کارگردانی احمد امینی است که از شبکه سوم پخش شده‌است.

## داستان
بیگناهان، ماجرای دزدی سه دوست در گذشته و جریان خیانت‌های آنها به یکدیگر و اتفاقاتی است که در زمان حال گریبانگیر فرزندان آنها هم شده‌است. این سه دوست براساس انگیزه‌ای که چندان هم به آن پرداخته نمی‌شود دست به دزدی زده و جریان این دزدی و تقسیم اموال به کشته‌شدن و فرار و زندانی‌شدن دو نفر از آنان ختم شده‌است.

## بازیگران
- داریوش فرهنگ در نقش جلال هرمزی
- مسعود کرامتی در نقش آصف کیایی
- فریبا کوثری در نقش فروغ، همسر جلال
- امیر آقایی در نقش سروان فرید
- نازنین احمدی در نقش لیلا، دختر جلال
- مهدی پاکدل در نقش مهرداد، پسر آصف
- ساره بیات در نقش نوشین انتظام
- مهرداد ضیایی در نقش مهرداد کمالی، معاون آصف
- پرویز پورحسینی در نقش مرتضی انتظام، پدر نوشین
- محمدعلی نجفی در نقش دکتر سهرابی، دوست جلال
- افشین کتانچی در نقش رییس سروان فرید
- شهین نجف‌زاده در نقش ناهید، همسر آصف
- بیژن افشار در نقش فرهاد، دوست جلال
- جمشید گرگین در نقش آقای مهاجر، همکار فروغ
- همایون اسعدیان در نقش دکتر روانشناس
- سید مهرداد ضیایی در نقش مامور پلیس گشت
- مسعود سخایی در نقش جوانی آصف
- محسن بهرامی در نقش جوانی جلال
- میثاق زارع در نقش فرخ، برادر فروغ
- مهری ودادیان در نقش مادر جلال
- پرویز سیرتی در نقش حمید مقدم، رییس بانک
- هوشنگ قوانلو در نقش رییس هتل
- بهرام ابراهیمی در نقش قاضی دادگاه
- فرهاد بشارتی در نقش سیروس، راننده دکتر سهرابی
- زهره داودی در نقش مدیر مهدکودک
- داریوش اسدزاده در نقش پدر آصف
- صدیقه کیانفر در نقش مادر آصف